# High Wycombe
High Wycombe este un oraș în comitatul Buckinghamshire, regiunea South East, Anglia. Orașul se află în districtul Wycombe a cărui reședință este.